# ジャンカルロ・デ・カルロ
ジャンカルロ・デ・カルロ(Giancarlo de Carlo、1919年12月12日 - 2005年6月4日)は、イタリアの都市計画家、建築家。都市研究者。CIAMのメンバー時代「チーム・X」を設立する。1976年に建築都市ワークショップILAUDを設立、各地で建築設計と都市計画の指導を行った。アメリカのエール大学、マサチューセッツ工科大学、ハーバード大学で客員教授。雑誌『spazioesocieta』編集長もつとめた人物。

## 生涯
ジェノヴァ生まれ。もとはミラノ工科大学で工学技術を学んでいたが、同大学では反ファシズムの環境下に身を置き、同大学を卒業後はローマの大学で建築学科に進学しているが兵役に採られ出兵し帰国後はプロレタリア統一運動に参加していく。1946年からは無政府主義運動に参加するなど社会組織への関心を有していた。
1946年から2年間は雑誌『ドムズ』の編集にかかわる一方で建築設計事務所を開設する。その後はヴェネツィア建築大学に再入学し同大学を1949年に卒業後、1951年からふたたび事務所を主宰。この時期は公共住宅などの設計などに従事している。
1952年からCIAMのイタリアグループに参加するとともに雑誌『カサベラ・コンティヌイタ』の編集委員を務めている。1955年CIAM準備会議に集まった若手たちを集めて「チーム・X」を結成。以降はウルビーノやヴェネチアを拠点に独特な啓蒙教育活動を継続。60年代は特にウルビーノ市の都市計画・都市開発の多くを担い、近代的な建築技術を用いながらも歴史的な都市の中でいかに新旧市街が調和した空間を構築できるかという探求を模索する。70年代からは雑誌『空間と社会』の刊行と編集のほか、建築都市計画国際研究所を設立し、イタリア国内外の啓蒙教育活動を展開した。
1956年から1982年まで、建築の要素と記念碑の実測調査、地域部市計画学をヴェネツィア建築大学で教える。1983年からジェノヴァ大学に移籍し1989年まで建築構成学を教えるかたわらで数々の都市計画プロジェクトを行った。地区詳細計画を通じてイタリアの都市空間にみられる地と図の関係を建物と街路や広場といった公共空間両方に着目し、地区の施設の連続性と生活の展開の仕方を分析する手法をとおして、改造事業のもっとも大きな枠組みとられ形態学的な保存を実践した。1964年にウルビーノの都市計画を実践し、1985年のガラッソ法に基づく風景計画に対応するよう1994年にはパオロ・スパーダと協働し新しいウルビーノの都市計画を発表。
1988年、 ウルフ賞芸術部門建築分野を槇文彦と受賞。1993年に、RIBAゴールドメダル受賞。
著書に、LeCorbusier antologia de gliscritti 1945　などがある。

## おもな業績
- ミラノ圏都市間計画
- リミニホ市チェントロ・ストリコのための地区詳細計画PP
- パレルモ市チェントロ・ストリコのためのプログラム
- ビストイア市都市基礎計画
- ラストラボ市パイロットプログラム
- ウルピノ市都市基本計画（PRG）
- ジェノヴァ市ブレ地区修復計画
- サンマリノ共和国国土省市街地再評価プロジェクト 1993年